# Cha Cha (film)
De film Cha Cha is een Nederlandse rock-'n-roll-film uit 1979 van Herbert Curiel waarin Herman Brood op zoek is naar zijn wortels, terwijl hij tegelijkertijd zijn dagelijkse leventje leidt in de punk-/new wave-scene van Amsterdam. Vele artiesten spelen in deze film mee, met name Nina Hagen en Lene Lovich, maar er zijn ook rollen weggelegd voor Les Chappell, Dolf Brouwers, Jules Deelder, Ramses Shaffy en Simon Vinkenoog.
Het in de film door Simon Vinkenoog in de Sint-Gertrudiskerk te Ruigoord gesloten 'huwelijk' tussen Herman Brood en Nina Hagen haalde de roddelpers, maar was een opzet van Brood om de film onder de aandacht te brengen.